# Ceremony (Awesome City Clubの曲)
「ceremony」（セレモニー）は、Awesome City Clubの楽曲。各種音楽配信サイトにて2020年10月14日に配信限定シングルとして発売された。

## 概要
2020年11月16日から三井アウトレットパーク「WINTER SALE」の全国CMタイアップ楽曲としてオンエアされた。

## 収録曲
1. ceremony

作詞・作曲：atagi